# Nintendo Switch Sports
Nintendo Switch Sports là một trò chơi mô phỏng thể thao do Nintendo phát triển và phát hành cho Nintendo Switch. Đây là mục chính thứ ba trong loạt trò chơi Wii Sports. Trò chơi được phát hành dự kiến vào ngày 29 tháng 4 năm 2022.

## Trò chơi
Nintendo Switch Sports bao gồm ba môn thể thao từ các phần trước (quần vợt, bowling và kiếm đạo (được gọi là Chambara trong trò chơi)) và ba môn thể thao mới (bóng đá, bóng chuyền và cầu lông). Một môn thể thao khác từ phần trước, golf, cũng đã được công bố và sẽ được phát hành trong bản cập nhật miễn phí.
Người chơi sử dụng Joy-Con của Nintendo Switch theo cách tương tự như các trò chơi Wii Sports khác, định vị chúng theo cách giống với môn thể thao thực tế. Chức năng con quay hồi chuyển trong Joy-Con được sử dụng để mô phỏng chuyển động trong trò chơi, so với việc sử dụng Wii Remote (và đôi khi là Nunchuk) để mô phỏng chuyển động trong các trò chơi khác trong sê-ri.
Cùng với Miis, các hình đại diện mới được gọi là "Sportsmate" đã được giới thiệu, có tóc và khuôn mặt chi tiết cũng như cánh tay và chân. Ngoài ra, phụ kiện Dây đeo chân được giới thiệu trong Ring Fit Adventure được bao gồm trong bản sao vật lý của trò chơi và có thể sử dụng được trong Bóng đá.

## Phát triển
Trò chơi được công bố trên Nintendo Direct vào ngày 9 tháng 2 năm 2022, ngày phát hành là 29 tháng 4 năm 2022. Một bản chơi thử trực tuyến miễn phí của trò chơi để kiểm tra chức năng và độ ổn định đã có sẵn để đăng ký vào ngày 15 tháng 2 năm 2022, cho những người có đăng ký Nintendo Switch Online. Trò chơi thử nghiệm có sẵn để chơi trong thời gian cụ thể từ ngày 18 đến ngày 20 tháng 2 năm 2022.